# Beenderen (hoorspel)
Beenderen is een hoorspel van Barry Bermange. Bones werd onder de titel Knochen op 7 juni 1974 door de Westdeutscher Rundfunk uitgezonden. Coos Mulder vertaalde het en de KRO zond het uit in het programma Theater op dinsdag 12 november 1974, van 21:20 uur tot 22:35 uur. De regisseur was Léon Povel.

## Rolbezetting
- Bernard Droog (hij)
- Enny Meunier (zij)

## Inhoud
Dit spel gaat over twee oude mensen, die voor elkaar en voor de buitenwereld tot op het bot zijn bevroren in de sleur of misschien wel liefde-haat-binding van een lang huwelijksleven. Letterlijk en figuurlijk zijn er van de oudjes nog slechts beenderen over. De psychologische benadering van wat de auteur in zijn beide figuren de “polaire kou en gevoelloosheid van de ouderdom” noemt, is in twee scènes uitgewerkt. Diep in het voorafgaande leven wortelen de schijnbaar alledaagse dialogen over futiliteiten, zoals op welke bank zij zullen gaan zitten en de daaruit voortvloeiende ruzieachtige spanningen. Ook al komen er nauwelijks details uit hun lange huwelijk ter sprake, zij klinken in alles en vooral ook tussen de regels door. De tegen het absurdisme aanleunende dialoogtechniek is daarbij een effectief middel om de problematiek van de twee oudjes door te lichten, die elkaar slechts kunnen hervinden in de afwijzing van hun enige contact met de vijandige buitenwereld: de gezamenlijke bril…